# Daria Przybylak
Daria Przybylak (* 30. August 1991 in Krotoszyn als Daria Paszek) ist eine ehemalige polnische Volleyball- und Beachvolleyballspielerin.

## Karriere

### Volleyball
Przybylak ist die Tochter eines Basketballers und Schwester eines Volleyballers. Sie begann ihre Karriere im Alter von zwölf Jahren in ihrer Heimatstadt bei Astra Krotoszyn. Als 15-Jährige spielte sie mit Winiary Kalisz bereits in der ersten polnischen Liga. In der Saison 2008/09 war sie bei AZS AWF Poznań aktiv. Von 2009 bis 2014 spielte sie bei PTPS Piła. 2014 gab die Außenangreiferin auch ihr Debüt in der polnischen Nationalmannschaft, mit der sie im gleichen Jahr den dritten Platz in der Volleyball-Europaliga erreichte. In der nächsten Saison stand das Team im Finale der Europaspiele. Zu diesem Zeitpunkt war die in der Woiwodschaft Großpolen geborene Sportlerin schon für Siodemka Legionowo im Vereinsvolleyball aktiv. Von dort wechselte sie zu Tauron MKS Dąbrowa Górnicza. Mit der Mannschaft spielte sie 2016/17 in der  Champions League. Danach ging sie zu Trefl Krakau. 2018 wurde sie vom deutschen Bundesligisten Rote Raben Vilsbiburg verpflichtet. Für den Sportclub aus Niederbayern baggerte und schmetterte sie zwei Spielzeiten in der ersten und in der Saison 2021/22 in der zweiten Mannschaft.

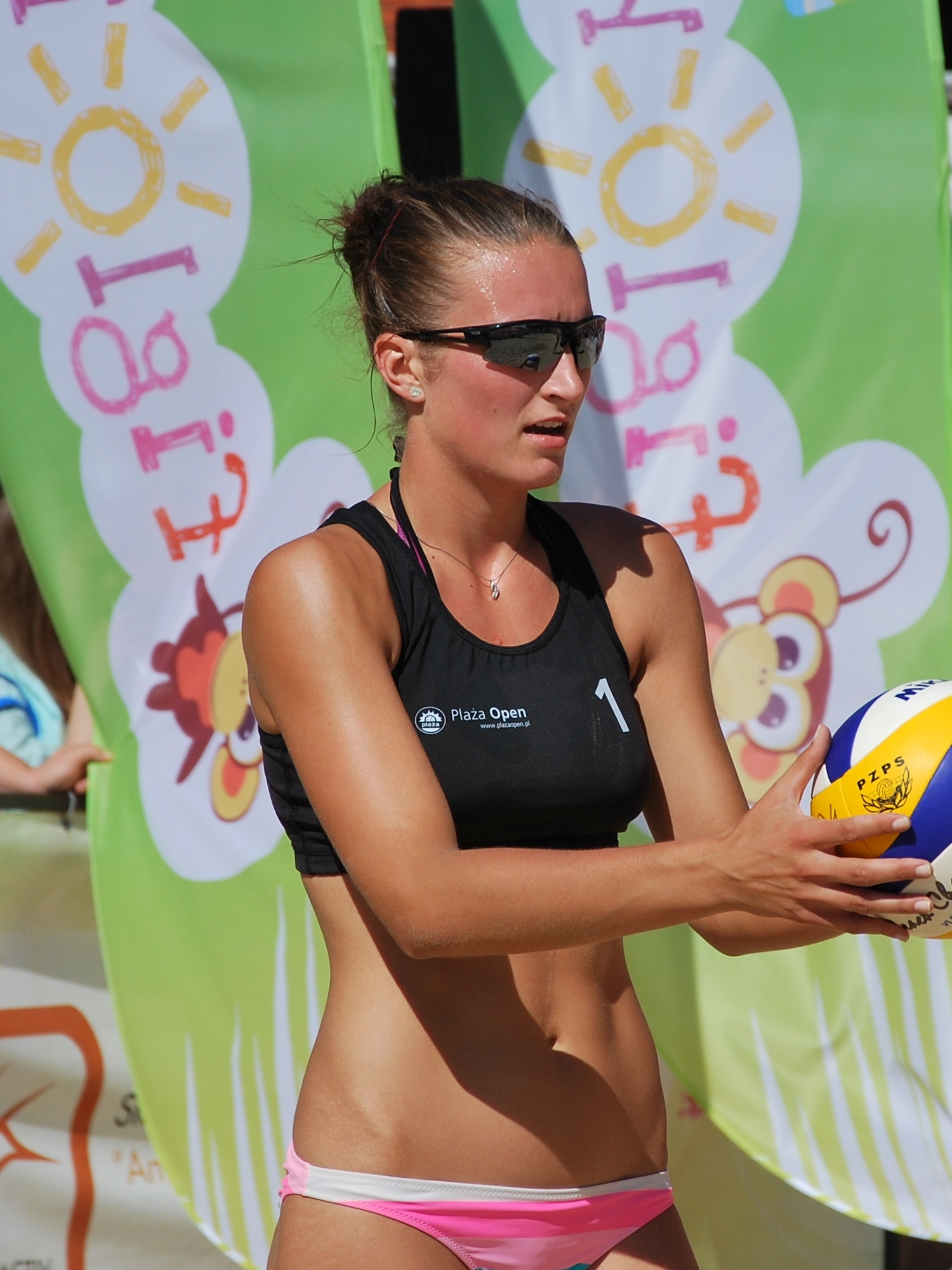
Beim Open-Turnier 2013 in Łódź

### Beachvolleyball
Paszek wurde 2007 mit Aleksandra Filip Fünfte der Jugend-Weltmeisterschaft in Mysłowice. Im folgenden Jahr spielte sie mit Beata Galek das Satellite-Turnier in Danzig und erreichte bei der Junioren-WM in Den Haag und der Jugend-WM in Brighton die Plätze vier und neun sowie bei der U18-Europameisterschaft in Loutraki den dritten Rang. 2009 trat sie mit ihrer neuen Partnerin beim Open-Turnier in Stare Jabłonki an und nach einem neunten Platz bei der Jugend-WM in Alanya gewann sie Bronze bei der U20-EM in Griechenland. 2010 in Catania konnte sie diesen Erfolg wiederholen. Bei der U23-EM 2011 in Porto wurden Paszek/Bekier Siebte. Zur Europameisterschaft in Kristiansand trat Paszek mit Karolina Sowała an, musste sich aber ohne Satzgewinn nach der Vorrunde verabschieden. Mit Bekier erreichte sie bei der Junioren-WM in Halifax den vierten Rang. Das gleiche Ergebnis erzielte sie bei der U23-EM 2012 in Assen mit Kinga Kołosińska. 2013 bildete sie ein neues Duo mit Katarzyna Kociołek. Kociołek/Paszek wurden Neunte der U23-WM in Mysłowice. Mit einer Wildcard waren sie für die WM in Stare Jabłonki qualifiziert, schieden aber sieglos nach der Vorrunde aus.

## Persönliches
Die Athletin studierte an der Sporthochschule in Gorzów Wielkopolski. Sie heiratete am 1. Juni 2018 Łukasz Przybylak, der zeitweise auch ihr Trainer war, und nahm dessen Nachnamen an. Die beiden haben eine Tochter.